# III. Miksa osztrák főherceg
III. Miksa (Bécsújhely, 1558. október 12. – Bécs, 1618. november 2.), osztrák főherceg, a Német Lovagrend nagymestere (Maximilian der Deutschmeister).

## Élete

### Származása, ifjúkora
Miksa főherceg édesapja II. Miksa német-római császár, magyar és cseh király volt, édesanyja spanyolországi Mária hercegnő, V. Károly német-római császár leánya. Miksa szüleinek ötödik fiaként született Bécsújhelyen, Jagelló Anna magyar királyné unokájaként.
Bátyjához, Mátyáshoz hasonlóan Bécsben nevelkedett, amely város - II. Fülöp udvarához képest - felekezetileg sokkal nyitottabb volt, ami részben politikai érdeklődésére is hatással volt.

### Uralkodása
1585-től ő volt a Német Lovagrend koadjutora, majd 1590-től nagymestere (németül: Grossmeister des Deutschen Ordens) és a Porosz Hercegség kormányzója. Poroszország nagy részét eddigre szekularizálták azóta, hogy a Német Lovagrend nagymestere évtizedekkel korábban áttért a protestáns hitre.
Miksa Jagelló Annának, II. („Dobzse”) Ulászló
magyar király leányának az unokája volt. Ulászlónak IV. Kázmér lengyel király volt az apja, aki a Piast-ház őseitől és Jogailatól, valamint annak ősapáitól a litván nagyhercegektől származott. Ezért jelölték Miksát 1587-ben a Lengyel–Litván Perszonálunió uralkodójává, az előző lengyel király, Báthory István halála után. A választók azonban egy másik jelölt, III. (Vasa) Zsigmond svéd herceg később Lengyel Zsigmond néven király felé hajlottak, aki ilyen szempontból azonos ősöktől származott. Miksa megpróbálta a maga javára dönteni a vitát azzal, hogy sereggel vonult Lengyelországba, ezzel háborút robbantva ki. Ám seregei végül vereséget szenvedtek a byczynai csatában a Jan Zamoyski vezette svéd seregektől. Így tehát Zsigmondot választották meg királynak. Miksát börtönbe vetették és csak V. Szixtusz pápa beavatkozásának köszönhetően engedték szabadon. 1589-ben lemondott minden, a lengyel korona irányába támasztott jogáról. Bátyjának, II. Rudolf császár tétlensége ebben az ügyében hozzájárult rossz hírnevéhez. Ebből kifolyólag 1593-tól 1595-ig Miksa volt kiskorú unokatestvérének, Ferdinándnak, Alsó-Ausztria urának a gyámja. Ebből kifolyólag 1595-ben megtámadta és legyőzte nagybátyjukat, II. (Tiroli) Ferdinánd osztrák főherceget hátsó-ausztriai birtokain, ahol az ellenreformáció támogatójaként lépett fel. Melchior Khlesl menesztésén is munkálkodott, illetve belső-ausztriai Ferdinánd főherceg (a későbbi II. Ferdinánd magyar király) német-római császárrá avatásában is tevékeny szerepet töltött be.
Részt vett a tizenötéves háborúban. 1594-ben Horvátországba vezetett hadjáratot, 1595-ben egy dél-magyarországi hadjáratban vett részt. 1596-97-ben ő volt a magyarországi császári hadak főparancsnoka.
A Mátyás és Rudolf közötti viszályban megpróbált közvetíteni. Visszautasította Mátyás javára a választófejedelmek által felajánlott német királyi címet.
Miksa legismertebb hagyatéka a barokk osztrák főhercegi korona, amit az erre kialakított kincstartó fülkében őriztek a klosterneuburgi apátságban, és csak fontos ceremóniákra hozták elő 1835-ig.